# Frankie Faison
Frankie Russel Faison (Newport News, 10 de junho de 1949) é um ator e comediante americano. Conhecido por seu papel como vice-comissário Ervin Burrell na série de HBO The Wire, como Barney Matthews na franquia Hannibal Lecter e como Sugar Bates na série Banshee do Cinemax.
Também é conhecido por seus papéis nos populares  filmes de comédia Coming to America, Down to Earth, White Chicks.